# さようなら、私の本よ!
『さようなら、私の本よ！』（さようなら わたしのほんよ）は、大江健三郎の長編小説。『取り替え子（チェンジリング）』『憂い顔の童子』に続く「おかしな二人組」三部作の三作目である。

## 概要
文芸誌『群像』2005年1月号、6月号、8月号に3部に分けて掲載され、同年9月に講談社より単行本が刊行、2009年2月には講談社文庫として文庫化された。各部のタイトルは、第1部「むしろ老人の愚行が聞きたい」、第2部「死んだ人たちの伝達は火をもって」、第3部「われわれは静かに静かに動き始めなければならない」となっており、西脇順三郎訳のT・S・エリオットの詩行から取られている。 

## あらすじ
前作『憂い顔の童子』で、頭に大怪我をおい瀕死の状態で入院していた老作家の長江古義人のもとに、古義人とは少年のころから関係のある建築家・椿繁が見舞いに来る。 退院した古義人は、繁とともに夏を北軽井沢の別荘「小さな老人（ゲロンチョン）」で過ごすことになる。別荘に繁がアメリカの大学の教鞭をとっていたころの教え子のロシア人ウラジーミルと中国系アメリカ人清清が合流する。彼らと古義人はミシマ（三島由紀夫）のクーデター未遂について議論を交わしたり、T・S・エリオットの原書講読などを行なって過ごす。
あるとき、古義人は、彼らが国家の巨大暴力に対抗する暴力の示威として東京の高層ビル爆破を行う計画をたてていること知ることとなり、軟禁状態におかれてしまう。繁は、この「大勝負」を題材にして、古義人をバルダミュ、自分をロバンソン（『夜の果てへの旅』）に見立てた「ロバンソン小説」を書かないかと古義人をけしかける。
知識人としての古義人は大学の恩師譲りのユマニスムを思想の根本に置いており暴力は是認しないのだが、講読するエリオットの詩行「もう老人の知恵などは／聞きたくない、むしろ老人の愚行が聞きたい/不安と狂気に対する老人の恐怖心が」に同調するかのように次第に彼らの計画に巻き込まれていく。 計画の具体化にあたり、ネイオ、武、タケチャンの三人の若者が加勢しにくる。古義人は彼らと同居して、ドストエフスキーの『悪霊』などの文学論議を交わし、次第に若い彼らと打ち解けていく。
ウラジーミル、清清が所属する組織「ジュネーブ」が最終的な実行許可を出さなかったためビル爆破の計画は「尻すぼみ（アンチクライマクス）」に終わってしまう。繁、武、タケチャンは計画を仕切り直し、繁の手によるビル爆破の教本「破壊する（アンビルド）」をインターネットでゲリラ的に頒布することにする。そのデモンストレーションのために「小さな老人（ゲロンチョン）」を爆破させようとする作業の最中、事故でタケチャンが死亡する。ネイオはこれは単なる事故ではなく、タケチャンなりの意図があったことを古義人に語る。
事件は大ニュースとなる。巻き込まれたものとはいえ爆破事件に関わった古義人の「戦後民主主義」「平和主義」は笑いものとなり、古義人は作家をやめて四国の故郷の森に隠棲する。古義人はそこで世界の崩壊の予兆を各国語のニュース記事から拾い上げ「徴候」と題する書き物にまとめている。そして崩壊からの逆転のなんらかのきざしを探そうとしている。古義人を訪ねてきた繁は「徴候」の最後のページはエリオットのイースト・コーカーの次の詩行がふさわしいと述べる。そしてそこで「われわれ」というのは、自分たちたち「おかしな二人組（スゥード・カップル）」のことだという。
ー老人は探検者になるべきだ/現世の場所は問題ではない/われわれは静かに静かに動き始めなければならない

## 主要登場人物
長江古義人
主人公の老齢の小説家。
椿繁
古義人と少年時代からの知り合いの建築家。アメリカの大学で教鞭をとっていた。古義人の北軽井沢の別荘「小さな老人（ゲロンチョン）」の設計者。密かにテロの計画をして古義人に接触してくる。
清清
中国系アメリカ人。繁の元生徒。国際的なテロ組織「ジュネーヴ」に所属する。
ウラジーミル
ロシア系アメリカ人。繁の元生徒。国際的なテロ組織「ジュネーヴ」に所属する。
羽鳥
元自衛隊幹部。古義人たちとミシマのクーデターの意を実現するための「ミシマ゠フォン・ゾーン計画」について議論をかわす。
ネイオ
ユダヤ系アメリカ人と日本人のハーフの女学生。繁の元生徒でドクトラル・コースの準備をしている。繁らの計画の具体化にあたり加勢しにくる。
武
東京大学を中退しネイオと行動をともにしている青年。
タケチャン
高校を中退してネイオ、武と行動をともにしている青年。

## 批評

### 小野正嗣の批評
フランス文学者・小説家小野正嗣は、大江が小説やエッセイにおいて、自分と書物との有機的な関係や、小説の書き直し・エラボレーションについて血管のイメージを使って説明していることを取り上げて、作家「大江健三郎」とは、読むことと書くことによって形作られた身体であることを説明する。そして自己引用も含んだ引用が大江の作品を生成することを指摘する。
また「おかしな二人組」三部作の一作目『取り替え子（チェンジリング）』に登場した「ある子供が死んだとしても、産みなおされた新しい子供に、死んだ子供が見聞きし・読み・体験したことを全て伝えるならば、新しい子供は死んだ子供とすっかり同じである」という挿話に触れて、我々は死んだ者が使っていた言葉を使い、死んだ者の代わりに生きているのだとする。
小野は、本作の物語内容から、「ロバンソン小説」による「大勝負」の記録、「破壊する（アンビルド）」教本のインターネットによる伝達、隠棲した古義人による「徴候」の記録、などを摘示して、本作は「記録と伝達」をめぐる小説だとする。そして、作中において長江古義人は武、タケチャンら若者にドストエフスキーなどの文学についてのレクチャーを行うが、大江自身も本作で、引用や参照によって世界の文学的遺産の「言葉をつたえていく」ことをおこなっている。そして、言葉を受けつぐ若い者たち、「新しい人」に希望を託しているのだとする。

### 大澤真幸の批評
社会学者大澤真幸は、まず「おかしな二人組」三部作は、第一作『取り替え子（チェンジリング）』で戦後の起点にあった挫折が塙吾良の自殺を引き起こし、第二作『憂い顔の童子』で戦後のターニングポイントの六〇年代の挫折が古義人の（意図せざる）自殺未遂を引き起こしたことを指摘する。そして本作で描かれるのは9・11以降であり、それぞれの作品が三つの画期に対応するとした。そして本作において三島由紀夫（作中ではミシマ）の自決が取り上げられるが、三島の自決は、戦後の当初になされるべきであった右翼の蹶起と関連しており、同時に、六〇年代の政治運動の挫折の最終産物（の反面）であることから、本作は戦後史にたいする大江的な総決算として提出されていると解釈できるとした。
また、本作でネグリ=ハートのマルチチュードを想起させる諸個人の暴力蜂起が描かれるが、これはアルカイダがニューヨークでやったことと変わらないように見え、この小説は自己否定的で悲劇的な方法にしか希望はないということを述べているように一見思えるが、そうではないとする。暴力が、結局は絶望にしか至らないのは、それが勝者と敗者を分かち、勝者の歴史しか紡ぐことがないからであると述べ、本作は暴力が帰結する「勝者/敗者」の分割に動揺を与える仕掛けとして「おかしな二人組」を組み込んでいるとする。本作では武とタケチャンの「おかしな二人組」のタケチャンは死んだが、生き残った武は、タケチャンの経験を引き継ぎ、代わりに生きることになる。「おかしな二人組」により未来に己の希望や憧れを繋ぐ生者を有することで、敗者＝死者は生者の内に復活して絶望は希望に転換するとした。

## 出版
- 『さようなら、私の本よ！』講談社、2005年
- 『さようなら、私の本よ！』講談社文庫、2009年